# 格罗顿市 (康涅狄格州)

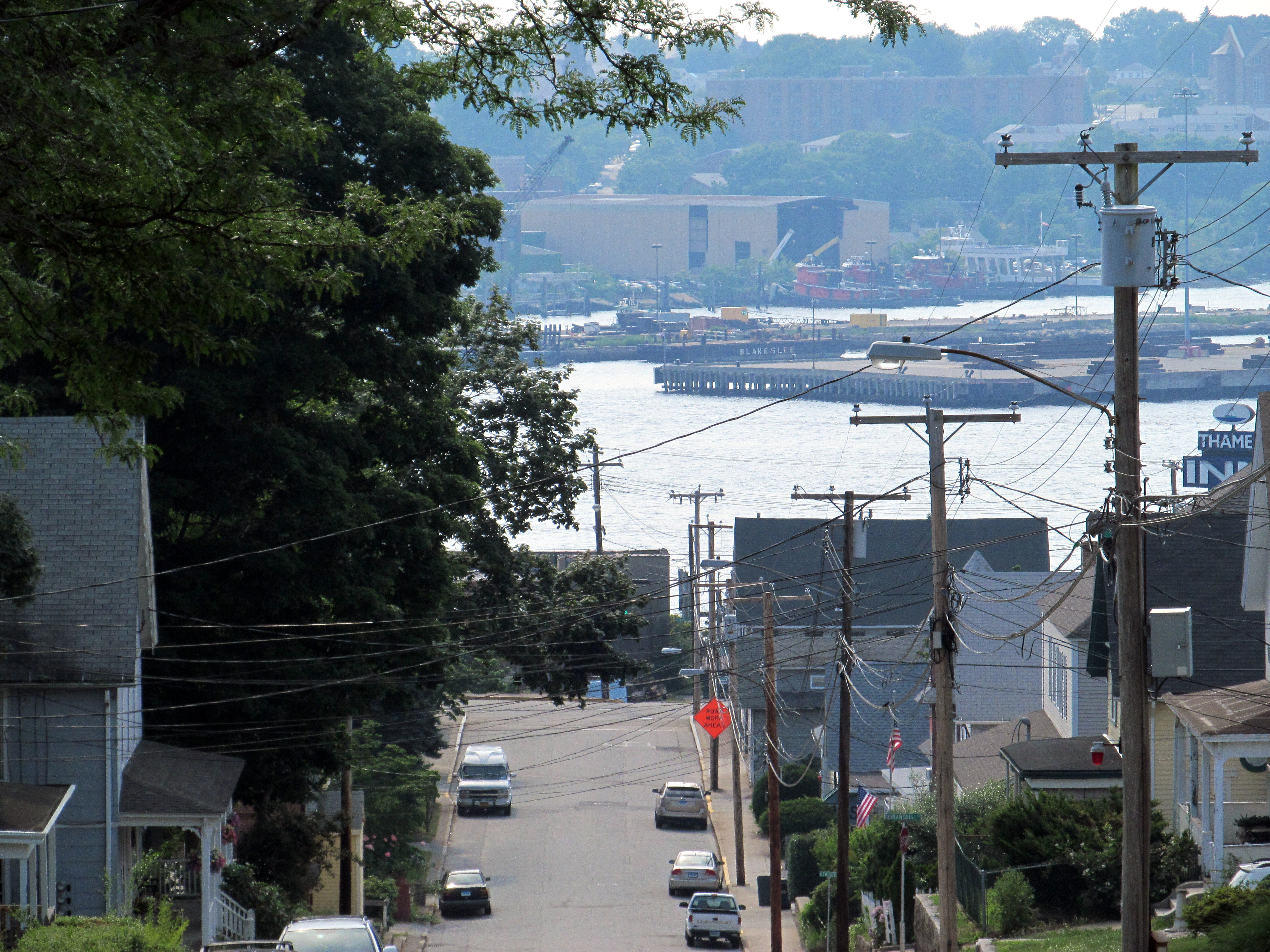
格罗顿市

格罗顿市（英語：City of Groton）是美國康乃狄克州新倫敦縣格羅頓鎮下的一個城市。位於泰晤士河東岸和新倫敦的對岸。總面積17.5平方公里，其中9.2平方公里為水面。根據美國2000年人口普查，人口約有10,010人。
1903年成為自治市鎮。1964年設市。